# Sonate à sept
La Sonate à sept, op. 221, est une œuvre de musique de chambre de Charles Koechlin composée en 1948 et 1949.

## Présentation
La Sonate à sept est un septuor pour hautbois principal, clavecin ou harpe, flûte et quatuor à cordes. Conçu à l'origine, à partir du 30 octobre 1948, comme une sonate pour hautbois et clavecin, il reçoit son instrumentation définitive l'été suivant et est achevé le 8 août 1949,.
La partition est publiée par Eschig.
L'œuvre, dont « l'entrain juvénile [...] témoigne de la vitalité des dernières années de Koechlin », est créée après la mort du compositeur lors d'un concert hommage diffusé à la Radiodiffusion-télévision française, donné à Paris, salle Berlioz, le 21 octobre 1952, avec le hautboïste Pierre Pierlot et le Quintette Pierre Jamet.

## Structure
La Sonate à sept, d'une durée moyenne d'exécution de treize minutes environ, comprend quatre mouvements :
1. Andante ;
2. Allegro ;
3. Andante presque adagio, « sommet expressif[2] » de l'œuvre pour le musicologue Michel Fleury, « un andante doux et évocateur principalement destiné au hautbois et aux cordes[2] » ;
4. Final : Allegro (décidé et assez animé).

Michel Fleury relève qu'à l'instar du Septuor d'instruments à vent, l'utilisation dans la Sonate à sept de combinaisons instrumentales différentes « permet d'individualiser les différentes sections du plan », au-delà d'une certaine unité thématique et de l'usage de la modalité tout au long de la partition. 
La pièce porte le numéro d'opus 221 dans le catalogue des œuvres de Charles Koechlin.

## Discographie
- Charles Koechlin: Chamber Works for Oboe, Lajos Lencsés (hautbois), Gaby Pas-van Riet (flûte), Lucia Cericola (harpe) et Quatuor Parisii, CPO, 1999.
- Charles Koechlin : œuvres pour ensembles, Armel Descotte (hautbois), Édouard Sabo (flûte), Johan Farjot (clavecin) et Ensemble Contraste, Timpani 1C1193, 2012[4].
- Charles Koechlin: Chamber Music for Oboe and Other Instruments, Stefan Schilli (de) (hautbois), Henrik Wiese (flûte), Cristina Bianchi (harpe), Daniel Giglberger (violon), Heather Cottrell (violon), Anja Kreynacke (alto) et Kristin von der Goltz (violoncelle), Oehms Classics OC 1823, 2015[5].

### Monographies
- Aude Caillet, Charles Koechlin : L'Art de la liberté, Anglet, Séguier, coll. « Carré Musique », 2001, 214 p. (ISBN 2-84049-255-5).
- Robert Orledge, Charles Koechlin (1867-1950): His Life and Works, harwood academic publishers, 1989 (ISBN 978-3-7186-0609-2).